# Dorycera judea
Dorycera judea är en tvåvingeart som beskrevs av Friedrich Georg Hendel 1908. Dorycera judea ingår i släktet Dorycera och familjen fläckflugor. Inga underarter finns listade i Catalogue of Life.